# Marianne Schroeder
Marianne Schroeder (* 6. April 1945 in Reiden) ist eine Schweizer Pianistin und Komponistin. Sie ist eine der führenden Interpretinnen Neuer Musik. Die Pianistin gilt als Scelsi-Spezialistin. Sie ist Mitglied der Komponistengruppe Groupe Lacroix und hat über 30 Tonträger veröffentlicht.

## Leben
Marianne Schroeder wuchs mit ihren zwei Brüdern auf dem elterlichen Bauernhof in der Gemeinde Reiden auf. Sie erhielt mit sieben Jahren ihren ersten Klavierunterricht. Schroeder brach ihre Schulausbildung ab, um Klavier bei Klaus Linder an der Basler Musikakademie und später bei Eliza Hansen an der Staatlichen Hochschule für Musik und darstellende Kunst Hamburg zu studieren. Ausserdem erhielt sie Kompositionsunterricht bei Hans Wüthrich. Darüber hinaus besuchte sie Meisterkurse in Komposition bei Mauricio Kagel und Klaus Huber sowie bei Earl Brown, Dieter Schnebel und Vinko Globokar. Nach ihrem Klavierdiplom nahm sie zusätzlich ein Studium bei Giacinto Scelsi in Rom auf. Mit John Cage verband sie eine lange Zusammenarbeit, u. a. während diverser Cage-Festspiele in Europa.
Als Solistin und Kammermusikerin trat sie u. a. bei pro musica nova in Bremen, beim Lucerne Festival, bei den Weltmusiktagen der IGNM in Athen, bei den Donaueschinger Musiktagen, bei den Berliner Festspielen, bei Wien Modern, beim Musiksommer Zagreb und bei den Wittener Tagen für neue Kammermusik auf. Sie spielte unter Dirigenten wie Paul Sacher, Francis Travis, Erich Schmid und Luciano Berio. Ur- und Erstaufführungen von Pauline Oliveros, Walter Zimmermann, Morton Feldman, John Cage, Dieter Schnebel, William Duckworth, Karlheinz Stockhausen, Erhard Grosskopf und Maurizio Pisati führten sie durch Europa (u. a. Théâtre des Champs-Élysées in Paris), in die Sowjetunion und in die Vereinigten Staaten (u. a. Carnegie Hall und Roulette in New York und Arnold Schoenberg Institute in Los Angeles). Weiterhin arbeitete sie u. a. mit den Musikern Chris Newman, Anthony Braxton, Frances-Marie Uitti, Rohan de Saram, Robyn Schulkowsky, Abbie Conant und Paul Zukofsky zusammen. Mehr als 30 Tonträger, u. a. mit Ersteinspielungen von Stockhausen, Braxton, Feldman und Scelsi, entstanden. Die Klaviersonaten von Galina Ustvolskaya wurden von ihr bei HatHut Records gesamteingespielt.
In den Jahren 1986 und 1988 war sie Dozentin bei den Darmstädter Ferienkursen. Ausserdem lehrte sie 1987 und 1989 Klavier bei der Frühjahrstagung für Neue Musik und Musikerziehung in Darmstadt und war 1988 Artist in Residence an der Brunel University in Lewisburg, Pennsylvania. In Basel unterrichtete sie an der Musikakademie. Seit 1994 ist sie Mitglied der Komponistengruppe Groupe Lacroix. Ihre Werke wurden u. a. in Russland, Europa und Kuba aufgeführt. Derzeit arbeitet sie als Improvisationskünstlerin und ist Gründerin und Leiterin der Probebühne für Hören und Sehen in Basel. Schroeder war seit 2001 mit dem Schriftsteller Jürg Laederach († 2018) verheiratet, mit dem sie in Basel und Soglio GR wohnte.

## Musikstil
Marianne Schroeder erhielt zunächst eine klassische Klavierausbildung. Über das Repertoire Anton Weberns fand sie Zugang zur zeitgenössischen Musik. 1983 gab sie das letzte Mal ein Beethoven-Konzert. Zu ihren musikalischen Ziehvätern wurden John Cage, Giacinto Scelsi und Morton Feldman. Sie begann auf ihrem Konzertflügel frei zu improvisieren und adaptierte die von Cage eingeführte Technik Präpariertes Klavier. Der Musikwissenschaftler Peter Niklas Wilson formulierte: „Unverkennbar ist ihr Faible für die amerikanische Avantgarde [...] unüberhörbar ihre Empathie für eine Neue Musik, die nicht Brillanz und Hyperkomplexität fetischisiert, sondern den Klängen Zeit gibt.“

## Auszeichnungen
- Masefield-Studienpreis der Alfred Toepfer Stiftung F. V. S. (für junge Nachwuchsmusiker an der Staatlichen Hochschule für Musik und darstellende Kunst Hamburg)[6]
- Stipendium des Deutschen Akademischen Austauschdienstes (DAAD)[6]

## Diskografie
Sie besteht aus über 30 Alben, darunter Ersteinspielungen der Klavierwerke von Karlheinz Stockhausen, Anthony Braxton, Morton Feldman und Giacinto Scelsi. Außerdem spielte sie die gesamten Klaviersonaten von Galina Ustvolskaya ein. Sie veröffentlichte mehrheitlich bei HatHut Records und Creative Works Records.
Alben
- 19??: Hommages (Werke von Ravel, Malipiero, Enescu, Vogel, Ciurlionis, Wehrli u. a.) (VDE-Gallo)
- 1984: Anthony Braxton/Karlheinz Stockhausen: Braxton & Stockhausen (hat ART) mit Garrett List und Anthony Braxton (nur auf Braxtons Composition No. 107; die Klavierstücke VI bis VIII von Stockhausen sind Solointerpretationen)
- 1988: Giacinto Scelsi: Suiten No. 9 und 10 für Klavier (hat ART)
- 1989: Anthony Braxton: Compositions 99, 101, 107 & 139 (hat ART) mit Anthony Braxton
- 1990: Morton Feldman: Piano (Klavierwerke aus den Jahren 1952 bis 1986) (hat ART)
- 1990: Morton Feldman: For John Cage (CP2 records) mit Paul Zukofsky
- 1990: Giacinto Scelsi: Ka & Ttai (hat ART)
- 1990: Pauline Oliveros [u. a.] Wittener Tage für Neue Kammermusik (Kommunalverband Ruhrgebiet) mit Robyn Schulkowsky
- 1991: John Cage: Music for Five (hat ART) mit Eberhard Blum, Frances-Marie Uitti, Robyn Schulkowsky und Nils Vigeland
- 1992: Lasciando (Jecklin)
- 1992: Giacinto Scelsi: Bot-Ba (hat ART)
- 1992: John Cage: The Barton Workshop Plays John Cage (Etcetera Records) mit Krijn Van Arnhem, John Anderson, Jos Tieman, Anne La Berge, Jos Zwaanenburg, Tim Dowling und Robyn Schulkowsky
- 1993: Galina Ustvolskaya: 2 (hat ART) mit Rohan de Saram, Felix Renggli und David LeClair
- 1995: Galina Ustvolskaya: Piano Sonatas 1–6 (hat ART)
- 1995: Morton Feldman: Works for Piano (HatHut Records)
- 1995: Morton Feldman: Patterns in a Chromatic Field (HatHut Records) mit Rohan de Saram
- 1996: Ernstalbrecht Stiebler: Three in One (hat ART) mit Frances-Marie Uitti und Robyn Schulkowsky (nur bei Trio ’89)
- 1997: Groupe Lacroix: The Composer Group (Creative Works Records) mit dem Moscow Rachmaninov Trio
- 1998: John Wolf Brennan: The Well-Prepared Clavier / Das Wohl-Präparierte Klavier (Creative Works Records) mit John Wolf Brennan
- 1998: Dieter Schnebel [u. a.]: 25 Years Experimental Studio Freiburg (Collegno)
- 1998: Ernstalbrecht Stiebler: ...im Klang... (hat[now]ART) nur bei Klavierstück '87; die beiden anderen Kompositionen werden von Teodoro Anzellotti bzw. Huub Ten Hacken interpretiert.
- 2000: Erhard Grosskopf: Sound Pool – Adagio (Academy) mit Insel Musik Ensemble und Peter Ablinger
- 2002: Friedhelm Döhl: Musik für offenen Flügel (DreyerGaido) mit Janos Döhl
- 2003: Groupe Lacroix: 8 Pieces on Paul Klee (Creative Works Records) mit dem Ensemble Sortisatio
- 2004: Dieter Schnebel [u. a.]: Musik in Deutschland 1950–2000 (BMG)
- 2010: Superterz: Insomnia (Unit Records)
- 2012: Ernstalbrecht Stiebler: Ernstalbrecht Stiebler (Minimal) mit Frances-Marie Uitti und Robyn Schulkowsky, nur bei Trio ’89
- 2021: Maryanne Amacher: Petra (BlankForm Editions) mit Stefan Tcherepnin

## Schriften (Auswahl)
- Nach oben. In: MusikTexte 26 (1988), S. 27–28.
- Ein deutscher Cage? In: Werner Grünzweig (Hrsg.): Schnebel 60. Wolke, Hofheim 1990, ISBN 3-923997-36-1, S. 65–67.
- Sterndeuter. In: MusikTexte 46/47 (1992), S. 117.
- Die Etudes Australes von John Cage. In: Positionen 17/1993, 13–15.